# Monte Irvin
Monford Merrill Irvin (Haleburg, Alabama, 25 de febrero de 1919-Houston, Texas, 11 de enero de 2016), más conocido como Monte Irvin, fue un jugador profesional estadounidense de béisbol que se desempeñó en la posición de jardinero izquierdo en las Grandes Ligas de Béisbol (MLB). Es miembro del Salón de la Fama del Béisbol.

## Carrera
Irvin jugó como profesional diez temporadas en Newark Eagles (1938-1943, 1945-1948), después pasó a New York Giants (1949-1955), luego a Chicago Cubs, donde jugó una temporada (1956), y fue el equipo en el que se retiró.

## Reconocimiento
En 1973, ingresó como miembro al Salón de la Fama del Béisbol.